# El microbito
«El microbito» es una canción interpretada por la banda mexicana de rock Fobia que se publicó como el sencillo debut de su álbum debut de estudio, del mismo nombre (1990). La canción se mantuvo en varias listas en los primeros 10 lugares de radios naciones y se mantuvo  por un total de 2 semanas durante esa posición solo en México. Esta canción es una de las más conocidas del álbum y del grupo en general.

## Lista de canciones

### CD - Promo[5]
| El microbito — Sencillo |                |          |  |
| N.º                     | Título         | Duración |  |
| 1.                      | «El microbito» | 2:57     |  |

## Posiciones en las listas
| Listas                                    | Posición |
| ----------------------------------------- | -------- |
| Estados Unidos Billboard Hot Latin Tracks | 42       |
| México Top 100 (1990)                     | 65       |

## Nominaciones
| Año  | Publicación | País | Lista                                 | Puesto |
| ---- | ----------- | ---- | ------------------------------------- | ------ |
| 2006 | Alborde     | EUA  | 500 canciones del Rock Iberoamericano | 29     |